# Софилари
Софилари или Софиларе (на македонска литературна норма: Софилари) е село в община Щип, Северна Македония.

## География
Софилари е селце разположено на 6 километра югоизточно от град Щип.

## История
В XIX век Софилари е едно от не многото изцяло български село в Щипска кааза на Османската империя. Според статистиката на Васил Кънчов от 1900 година в селото има 45 жители, всички българи християни.
Цялото население на селото е под върховенството на Българската екзархия. По данни на секретаря на екзархията Димитър Мишев („La Macédoine et sa Population Chrétienne“) в 1905 година в Софилари (Sofilari) има 56 българи екзархисти.
При избухването на Балканската война в 1912 година 3 души от Софилари са доброволци в Македоно-одринското опълчение.
След Междусъюзническата война в 1913 година селото попада в Сърбия.
На етническата си карта от 1927 година Леонард Шулце Йена показва Софилари (Sofilari) като село с неясен етнически състав.

## Личности
Родени в Софилари
- Васил Зафиров (Замфиров, 1886 – ?), македоно-одрински опълченец, керемидчия, 1 рота на 7 кумановска дружина[6]
- Доне Звездин, деец на ВМОРО[1][7]
- Иван Джамов (1874/1875 - ?), български революционер от ВМОРО
- Йосиф Стоянов (1894 – ?), македоно-одрински опълченец, 4 рота на 5 одринска дружина[8]
- Неделко Кръсте, българин, православен, арестуван на 2 октомври 1901 година, обвинен в „даване на убежище и участие в дейността на разбойническата бунтовническа чета, която нападнала чифлика на Яхия ага в споменатото село Софилар, отвлякла споменатия и го убила, а тялото му хвърлила в реката Брегалница“, осъден на 4 години каторга, лежал в Скопския затвор, амнистиран с общата амнистия от 12 април 1904 година[9]